# Godičevo
Godičevo je naselje v Občini Bloke.